# Liquorice (singolo)
Liquorice è un singolo della rapper statunitense Azealia Banks, il secondo estratto dal suo EP di debutto 1991 e pubblicato il 4 dicembre 2012.

## La canzone
Liquorice, che presenta un campionamento di Pineapple Crush di Lone e contiene una parte del testo della canzone Kill Da DJ di Nicki Minaj, è influenzato dalle sonorità acid house.